# Enzo Lippolis
Enzo Lippolis (* 1. Juli 1956 in Mottola; † 3. März 2018 in Mailand) war ein italienischer Klassischer Archäologe.
Enzo Lippolis verbrachte Kindheit und Jugend in Tarent. Er studierte ab 1977 Klassische Archäologie an der Universität Perugia, die er mit einer Doktorarbeit über die Palazzone-Nekropole in Perugia abschloss. Anschließend ging er nach Neapel, wo er zusammen mit Antonietta Dell’Aglio zu Ginosa und Laterza arbeitete. In seiner Promotion befasste er sich mit den Naiskoi aus der Nekropole Tarent. Er war zuständig für Grabungen in Apulien und in der Emilia-Romagna. Von 1989 bis 1995 war Lippolis Direktor des Archäologischen Nationalmuseums Tarent und von 1995 bis 2000 Direktor des Etruskischen Nationalmuseums in Marzabotto. Lippolis initiierte ein deutsch-italienisches Kooperationsprojekt zur Aufarbeitung der Nekropole von Tarent. Außerdem initiierte er mehrere  international viel beachtete Ausstellungsprojekte. Als Universitätsdozent lehrte er von 1992 bis 1995 an der Università della Basilicata in Potenza und von 1994 bis 1999 an der Universität Lecce. Im Jahr 2001 erhielt einen Ruf auf den Lehrstuhl für Klassische Archäologie an der Universität La Sapienza. Dort lag der Schwerpunkt in der Lehre auf der griechischen Archäologie und der Archäologie Großgriechenlands. Lippolis war verheiratet und hatte zwei Kinder.
Sein Schriftenverzeichnis umfasst mehr als 250 Titel. Seine Arbeitsschwerpunkte waren Kulturkontakte zwischen Griechen, Römern und Einheimischen sowie zwischen Griechenland und Italien, Chronologie und Produktionsprozesse sowie sozio-ökonomische Transformationsprozesse vor allem im Hellenismus und der frühen Kaiserzeit. Er war seit 1986 regelmäßig an der italienischen Archäologieschule in Athen tätig. Zuletzt leitete er die Grabungen in Gortyn. Mit der Fachzeitschrift Taras begründete er ein wichtiges Forum für die Archäologie Tarents und Apuliens.

## Schriften
Monographien
- mit Giorgio Rocco: Archeologia greca. Cultura, società, politica e produzione. Mondadori, Mailand 2011, ISBN 978-88-6159-488-3.
- mit Salvatore Garraffo, Massimo Nafissi: Taranto. (= Culti greci in occidente. Fonti scritte e documentazione archeologica. Bd. 1). Ist. per la Storia e l’Archeologica della Magna Grecia, Tarent 1995.

Herausgeberschaften
- mit Antonietta Dell’Aglio: Catalogo del Museo Nazionale Archeologico di Taranto. II, 1. Ginosa e Laterza. la documentazione archeologica dal VII sec a.C. Scavi 1900–1980. Ministero per i Beni Culturali e Ambientali, Soprintendenza Archeologica della Puglia, 1992.
- mit Rita Sassu: Il ruolo del culto nelle comunità dell’Italia antica tra IV e I sec. a.C. Strutture, funzioni e interazioni culturali (= Thiasos. Rivista di archeologia e storia dell’architettura antica. Bd. 10). Edizioni Quasar, Rom 2018, ISBN 978-88-7140-877-4.